# Ray Emery
Raymond Robert „Ray“ Emery (* 28. September 1982 in Hamilton, Ontario; † 15. Juli 2018 ebenda) war ein kanadischer Eishockeytorwart, der im Verlauf seiner aktiven Karriere zwischen 1999 und 2016 unter anderem elf Spielzeiten in der National Hockey League verbrachte und dort für die Ottawa Senators, Philadelphia Flyers, Anaheim Ducks und Chicago Blackhawks spielte. Mit den Chicago Blackhawks gewann Emery als Ersatztorwart im Jahr 2013 den Stanley Cup sowie mit seinem Torwartkollegen Corey Crawford die William M. Jennings Trophy. Im Jahr 2007 stand er mit den Ottawa Senators ebenfalls im Stanley-Cup-Finale.

## Karriere

### Juniorenkarriere (bis 2003)
Ray Emery begann seine Karriere 1999 in der kanadischen Juniorenliga Ontario Hockey League (OHL) bei den Sault Ste. Marie Greyhounds. Im NHL Entry Draft 2001 wurde er von den Ottawa Senators in der vierten Runde an Position 99 ausgewählt. Er blieb aber noch ein Jahr in der OHL und spielte seine beste Saison. In 59 Spielen schaffte er 33 Siege und wurde am Ende als bester Torhüter der OHL und der gesamten Canadian Hockey League ausgezeichnet.

### Profidebüt und Karrierestart bei den Ottawa Senators (2003 bis 2009)
In der Saison 2002/03 spielte er für die Binghamton Senators, dem Farmteam von Ottawa, in der American Hockey League als Stammtorhüter und schaffte 27 Siege in 50 Spielen und wurde zum besten Rookie der Liga gewählt. Infolgedessen durfte er nach zwei Kurzeinsätzen im März 2003 erstmals von Beginn an für die Senators ein Spiel in der höchsten Spielklasse Nordamerikas bestreiten und kassierte nur einen Gegentreffer beim 5:1-Sieg gegen die Atlanta Thrashers. Die Saison 2003/04 verbrachte Emery erneut überwiegend bei den Binghamton Senators und kam auf insgesamt drei NHL-Einsätze für Ottawa. Im folgenden Jahr wurde die NHL-Saison aufgrund eines Lockout abgesagt und Emery beschränkte sich auf Spiele in der AHL. In der Saison 2005/06 stand der Kanadier zunächst als Ersatzmann für Startorhüter Dominik Hašek dauerhaft im NHL-Kader der Senators. Während der Olympischen Winterspiele im Februar 2006 verletzte sich Hašek an der Leiste und konnte für den Rest der Saison nicht mehr eingesetzt werden, sodass Emery bis Saisonende insgesamt 39 Spiele bestritt und mit der Mannschaft den Einzug in die Play-offs erreichte.

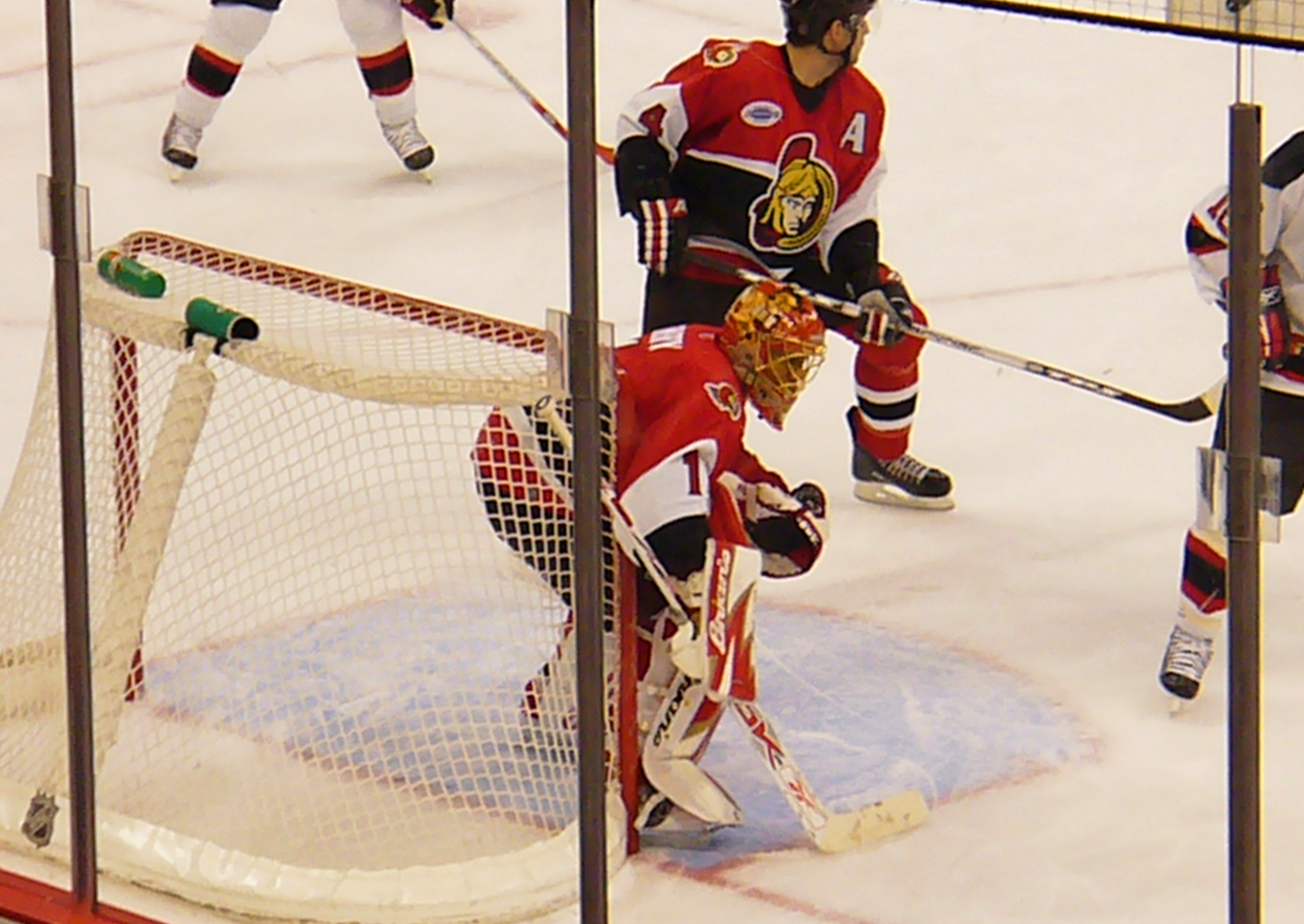
Ray Emery im Tor der Ottawa Senators

Die Spielzeit 2006/07 begann Emery gleichberechtigt im Torhütergespann mit dem Schweizer Martin Gerber, konnte sich jedoch nach schlechten Leistungen seines Kontrahenten im weiteren Verlauf der Saison als Stammtorwart durchsetzen. Im Februar 2007 wurde der Kanadier nach einem Stockschlag ins Gesicht gegen Maxim Lapierre im Spiel gegen die Montreal Canadiens für insgesamt drei Partien gesperrt. Im ersten Spiel nach Ablauf seiner Sperre war Emery im Spiel gegen die Buffalo Sabres in einer Massenschlägerei beteiligt und bestritt zunächst einen Faustkampf gegen den gegnerischen Torwart Martin Biron, bevor er in eine weitere Auseinandersetzung mit dem Enforcer Andrew Peters geriet. Die Ereignisse sorgten für ein mediales Aufsehen innerhalb der nordamerikanischen Eishockeyszene und Emery bekam in Anlehnung an den Boxer den Spitznamen Sugar Ray. Weiterhin machte der Kanadier auch mit sportlichen Leistungen auf sich aufmerksam und führte seine Mannschaft mit einer Fangquote von 91,8 % sowie einem Gegentorschnitt von 2,47 in die Play-offs. Auch dort war Emery mit seinen starken Auftritten mitverantwortlich für den Einzug seiner Mannschaft in das Stanley Cup Finale, wo man jedoch in fünf Spielen den Anaheim Ducks unterlag.
Nachdem Emery seinen Vertrag im Sommer um drei Jahre bei einem kolportierten Gesamtgehalt von 9,5 Millionen US-Dollar verlängerte, verpasste er den Beginn der Saison 2007/08 aufgrund einer Operation am Handgelenk. Nach seiner Rückkehr in den Kader konnte er sich gegen Gerber, der sich inzwischen als Stammtorhüter der Senators etabliert hatte, nicht durchsetzen. Hauptsächlich fiel Emery durch Disziplinlosigkeit auf, da er mehrfach zu spät zum Training erschien. Nachdem Trainer John Paddock Ende Februar 2008 entlassen worden war, übernahm General Manager Bryan Murray das Traineramt, das er erst im Vorjahr abgegeben hatte. Für die restlichen eineinhalb Monate setzte Murray auf Gerber im Tor, sodass Emery nicht mehr zum Einsatz kam. Aufgrund der Disziplinlosigkeit und schwachen Leistungen erklärte Murray nach Saisonende, dass er nicht weiter mit Emery plane. Nachdem jedoch die Versuche des Managements scheiterten, Emery zu einem anderen Team zu transferieren, bezahlten die Senators seinen noch zwei Jahre laufenden Vertrag Ende Juni 2008 aus.

### Wechsel in die KHL (2008 bis 2009)
Für einen kompletten Neuanfang verließ Emery die NHL und gab am 9. Juli 2008 bekannt, dass er in der Saison 2008/09 für Atlant Moskowskaja Oblast in der neu gegründeten Kontinentalen Hockey-Liga spielen wird. In der KHL konnte der Kanadier mit guten Leistungen überzeugen und nahm am All-Star Game teil. In den Play-offs wies er mit 94,1 % die beste Fangquote aller Torhüter auf.

### Rückkehr in die NHL (2009 bis 2015)
Im Juni 2009 unterschrieb Emery einen Einjahresvertrag bei den Philadelphia Flyers und kehrte zur Saison 2009/10 in die NHL zurück. Nachdem er zunächst als Stammtorhüter in die Spielzeit gestartet war, erlitt er im Dezember 2009 einen Muskelfaserriss. Im März 2010 wurde eine Knochennekrose in seiner rechten Hüfte diagnostiziert, welche eine Operation erforderte und somit das Saisonaus für Emery bedeutete. Aufgrund der Komplexität der Verletzung dauerte der Heilungsprozess über die Sommerpause 2010 hinaus an, sodass sein Vertrag bei den Flyers auslief und nicht verlängert wurde. Knapp fünf Monate nach seiner Verletzung konnte Emery erst im November 2010 wieder individuell auf dem Eis trainieren, bevor er im Februar 2011 einen Vertrag bei den Anaheim Ducks unterschrieb. Zunächst erhielt er Einsätze beim Farmteam Syracuse Crunch in der AHL, bevor er in der Partie gegen die Phoenix Coyotes im März 2011 erstmals nach einem Jahr erneut ein NHL-Spiel bestritt und sein Debüt für die Ducks gab. Aufgrund seiner beeindruckenden Rückkehr nach überstandener Verletzung, welche in den nordamerikanischen Sportmedien eine große Resonanz erhielt, wurde Emery im Anschluss an die Saison 2010/11 für die Bill Masterton Memorial Trophy nominiert.
Nachdem sein auslaufender Vertrag bei den Ducks im Anschluss an die Spielzeit nicht verlängert worden war, unterschrieb Emery während der Saisonvorbereitung einen Probevertrag (try-out) bei den Chicago Blackhawks und wurde im Oktober 2011 mit einem festen Kontrakt für die Saison 2011/12 ausgestattet. Im Verlauf der Spielzeit absolvierte er insgesamt 34 Partien als Ersatztorhüter und wurde nach Saisonende erneut für die Masterton Memorial Trophy nominiert. Im April 2012 verlängerten die Blackhawks seinen Kontrakt um ein weiteres Jahr. In der folgenden Saison konnte er erstmals an frühere Bestleistungen anknüpfen und stellte im Frühjahr 2013 einen neuen Rekord auf, als die Mannschaft in den ersten 12 Spielen mit Emery im Tor jeweils in der regulären Spielzeit gewann. Weiterhin gelangen ihm im April 2013 drei Shutouts in fünf Spielen, sodass Emery die Saison einem Gegentorschnitt von 1,94 und einer Fangquote von 92,2 % beendete. Gemeinsam mit seinem Mitspieler Corey Crawford gewann er die William M. Jennings Trophy, war jedoch in den Play-offs lediglich der Ersatzmann hinter Crawford und bestritt beim Stanley-Cup-Sieg der Blackhawks kein einziges Spiel. Im Juli 2013 kehrte er zu den Philadelphia Flyers zurück und fungierte dort in den Spielzeiten 2013/14 und 2014/15 als Ersatztorhüter hinter Steve Mason.

### Kurzengagement in Mannheim und Probevertrag in Philadelphia (2016)
Nachdem der Kanadier in der Saison 2015/16 zunächst probeweise bei den Ontario Reign und den Toronto Marlies in der American Hockey League gespielt hatte, wechselte er im Februar 2016 nach Europa und schloss sich den Adlern Mannheim aus der Deutschen Eishockey Liga an, wo er den verletzten Dennis Endras ersetzen sollte. Er absolvierte acht DEL-Einsätze für die Adler.
Ende März 2016 kehrte er zu den Philadelphia Flyers zurück und erhielt einen Probevertrag beim NHL-Klub. An seiner alten Wirkungsstätte blieb Emery jedoch ohne Einsatz und beendete in der Folge seine aktive Karriere.

## Erfolge und Auszeichnungen
| - 2002 OHL Goaltender of the Year - 2002 OHL First All-Star-Team - 2002 CHL Goaltender of the Year - 2002 CHL First All-Star-Team - 2003 AHL All-Star Classic - 2003 AHL All-Rookie Team - 2004 AHL All-Star Classic | - 2005 AHL-Torwart des Monats April - 2006 NHL-Defensivspieler des Monats März - 2006 NHL-Rookie des Monats März - 2009 KHL All-Star Game - 2013 William M. Jennings Trophy (gemeinsam mit Corey Crawford) - 2013 Stanley-Cup-Gewinn mit den Chicago Blackhawks |

## Karrierestatistik
(Legende zur Torhüterstatistik: GP oder Sp = Spiele insgesamt; W oder S = Siege; L oder N = Niederlagen; T oder U oder OT = Unentschieden oder Overtime- bzw. Shootout-Niederlage; Min. = Minuten; SOG oder SaT = Schüsse aufs Tor; GA oder GT = Gegentore; SO = Shutouts; GAA oder GTS = Gegentorschnitt; Sv% oder SVS% = Fangquote; EN = Empty Net Goal; 1 Play-downs/Relegation; Kursiv: Statistik nicht vollständig)

## Sonstiges

### Kontroversen
Ray Emery war für sein Temperament und seine Fähigkeiten im Faustkampf bekannt. In der Saison 2000/01 war er an vier Schlägereien in OHL-Spielen beteiligt. Im Dezember 2003 wurde er von einem AHL-Spiel nach einer Schlägerei mit Andy Chiodo ausgeschlossen. Im Januar 2004 hatte er die Chance den dritten Shutout in der AHL-Saison zu erreichen, die er jedoch dadurch vergab, dass er nach einer Rauferei vier Minuten vor Schluss das Eis verlassen musste. Ebenfalls musste er auf einen Shutout ein Jahr später verzichten, nachdem er wegen einer Schlägerei mit Ari Ahonen des Eises verwiesen worden war. Eine Matchstrafe erhielt er im März 2004, als er Michel Ouellet mit einem seiner Schoner schlug. In einem NHL-Spiel gegen die Canadiens de Montréal am 10. Februar 2007 schlug er einen Gegenspieler mit dem Schläger ins Gesicht, worauf er für drei Spiele gesperrt wurde. Bei seiner Rückkehr am 22. Februar gegen die Buffalo Sabres lieferte sich Emery in einer Massenschlägerei erst mit Goalie Martin Biron und dann mit Andrew Peters Faustkämpfe, weshalb er vom Spiel ausgeschlossen wurde.

### Ausrüstung
Im Januar 2006 trat Box-Fan Ray Emery mit einer neu gestalteten Maske mit dem Bild des Boxers Mike Tyson auf. Das Management der Senators war damit nicht einverstanden, da Tyson keinen guten Ruf genieße und wegen eines Sexualverbrechens in den 1990er Jahren verurteilt wurde. Emery stimmte dem Einspruch des Managements zu und verzichtete darauf die Maske zu tragen. Seit den Playoffs 2006 trug er eine Maske, auf der der ehemalige kanadische Schwergewichtsboxer George Chuvalo prangte.

### Privatleben
Von 2010 bis 2017 war Emery mit der sechs Jahre jüngeren kanadischen Sängerin Keshia Chanté liiert. 2016 verlobte sich das Paar. Am 18. September 2017 wurde Emery verhaftet, da er von seiner Ex-Verlobten wegen häuslicher Gewalt und Missbrauchs angeklagt worden war.

## Tod
Am 15. Juli 2018 kam Emery im Alter von 35 Jahren in seiner Geburtsstadt Hamilton ums Leben. Er war mit Freunden am Royal Hamilton Yacht Club am Ontariosee beim Baden, verschwand dort und wurde am selben Abend von der lokalen Polizei tot aufgefunden.